# Ribići
Ribići är en ort i Bosnien och Hercegovina.   Den ligger i entiteten Federationen Bosnien och Hercegovina, i den centrala delen av landet, 40 km väster om huvudstaden Sarajevo. Ribići ligger 285 meter över havet och antalet invånare är 543. Den ligger vid sjöarna  Jablaničko Jezero och Jablanica Lake.
Terrängen runt Ribići är bergig åt nordost, men åt sydväst är den kuperad. Ribići ligger nere i en dal. Närmaste större samhälle är Jablanica, 7,5 km väster om Ribići. 
I omgivningarna runt Ribići växer i huvudsak lövfällande lövskog. Runt Ribići är det ganska tätbefolkat, med 93 invånare per kvadratkilometer.